# Bernard Saint-Paul
Bernard Saint-Paul est un producteur et réalisateur de musique mais aussi écrivain français.

## Biographie
Bernard Saint Paul est né à Bordeaux. Après avoir fait Normal Sup, il rechigne à devenir professeur de lettres et fuit Bordeaux pour Paris où il intègre  le groupe EMI en tant que directeur artistique et s'y voit confier la production de Salvatore Adamo, Alain Chamfort et Julien Clerc. En 1971, il quitte la multinationale pour créer sa propre société de production dont le premier artiste sera Gilbert Montagné.
En 1984, il quitte la France pour les États-Unis. Il y produira tout d'abord de la musique chrétienne à Nashville. De retour en France, de 1986 à 1987, il sera attaché parlementaire du secrétaire d'État à la Mer Ambroise Guellec. C'est alors qu'il renouera avec ses premières amours : la production et réalisation musicale.
La chanson "Bernard's song", de Véronique Sanson, gravée sur l'album Hollywood en 1977, est un hommage de la chanteuse à son ami et producteur Bernard Saint-Paul. 

## Réalisations discographiques
Première période française
- 1971: Gilbert Montagné, The Fool
- 1975: Véronique Sanson Vancouver (1976)
- 1976: Live at the Olympia de Véronique Sanson (live)
- 1977: Rock'n Rose de Alain Chamfort
- 1977: Hollywood de Véronique Sanson
- 1978: Manureva de Alain Chamfort
- 1979: 7ème de Véronique Sanson
- 1981 : Homme impossible de Joëlle
- 1981: Achevez-moi de Geneviève Paris
- 1982: Quand t'es dans le désert de Jean-Patrick Capdevielle
- 1983: L'heure Bleue de Patrick Coutin

Période américaine
- 1983 à 1986 : Producteur de musique chrétienne à Nashville, Tennessee
- 1986 à 1989 : Ouvre un restaurant français à Marina Del Rey, Los Angeles, California

Deuxième période française
- 1990: Marylou de Michel Polnareff
- 1991: David Koven
- 1992: Sans regrets de Véronique Sanson
- 1993: Zénith 93 de Véronique Sanson (live)
- 1994: Comme ils l'imaginent de Véronique Sanson (live)
- 1995: Comme les saumons retour triomphant de Serge Lama
- 1996: Serge Lama à l'Olympia (live)
- 1996-1998: Éric Estève la collection Chansons Françaises des éd. Atlas.
- 1998: Indestructible de Véronique Sanson
- 1999: D'un papillon à une étoile que Véronique Sanson dédié à Michel Berger
- 2000: Véronique Sanson chante Michel Berger, Avec vous (live)
- 2004: Longue Distance de Véronique Sanson, et écrit et réalise deux chansons pour Julio Iglesias, dont La vie défile en silence
- 2005: Olympia 2005 de Véronique Sanson (live)

Avec Paul Buckmaster de 2008 à 2016
- 2008 : Guns and Roses[1] : Chinese democracy
- 2010 : Taylor Swift : Speak now[2]
- 2012 : Goo Goo Dolls : Magnetic
- 2014 : Hunter Hayes : Story line
- 2015 : Zampa : City Blues
- 2016 : Heart : Beautiful broken

## Œuvres romanesques
- Lucien, Éditions du Panthéon, Paris, 2012[3].
- L'enterrement de Monsieur Lapin, Editions Vents salés[4], 2016

## Sources
1. ↑  (en) « Guns and Roses »
2. ↑  (en) « Taylor Swift », sur Taylor Swift
3. ↑  Interview de Bernard Saint-Paul au JJDA.
4. ↑  « Editeur », sur editeurs.manuscrit.free.fr